# كوفمان (ميزوري)
كوفمان (بالإنجليزية: Coffman)‏ هي إحدى المجتمعات الفردية (غير مصنفة) في ولاية ميزوري في الولايات المتحدة الأمريكية.